# Acremma albipoda
Acremma albipoda là một loài bướm đêm trong họ Noctuidae.